# Rem als Jocs Olímpics d'estiu de 1920 - Dos amb timoner masculí
La prova de dos amb timoner fou una de les cinc que es disputaren als Jocs Olímpics d'Anvers de 1920 i que formaven part del programa de rem. La prova es va disputar entre el 28 i el 29 d'agost de 1920, amb la presència de 12 remers, procedents de 4 països diferents.

## Medallistes
| Or                                                        | Plata                                                   | Bronze                                                |
| ItàliaErcole Olgeni · Giovanni Scatturin · Guido De Filip | FrançaGabriel Poix · Maurice Bouton · Ernest Barberolle | SuïssaEdouard Candeveau · Alfred Felber · Paul Piaget |

## Resultats

### Sèries
Es disputaren el 28 d'agost. El vencedor passava a semifinals.
| Pos. | Nació   | Remer                                                          | Temps  |
| ---- | ------- | -------------------------------------------------------------- | ------ |
| 1    | Itàlia  | Ercole Olgeni Giovanni Scatturin Guido De Filip                | 8'10"0 |
| 2    | Bèlgica | Georges Van Den Bossche Oscar Van Den Bossche Guillaume Visser | 8'25"0 |

| Pos. | Nació  | Remer                                         | Temps   |
| ---- | ------ | --------------------------------------------- | ------- |
| 1    | França | Gabriel Poix Maurice Bouton Ernest Barberolle | 9'15"00 |

| Pos. | Nació  | Remer                                       | Temps  |
| ---- | ------ | ------------------------------------------- | ------ |
| 1    | Suïssa | Édouard Candeveau Alfred Felber Paul Piaget | 8'50"0 |

### Final
Es disputà el 29 d'agost.
| Pos. | Nació  | Remer                                           | Temps  |
| ---- | ------ | ----------------------------------------------- | ------ |
| 1    | Itàlia | Ercole Olgeni Giovanni Scatturin Guido De Filip | 7'56"0 |
| 2    | França | Gabriel Poix Maurice Bouton Ernest Barberolle   | 7'57"0 |
| 3    | Suïssa | Édouard Candeveau Alfred Felber Paul Piaget     | ND     |